# Василь Федорович Збаразький
Василь Збаразький (? — 9 липня 1463) — українсько-литовський князь, що фактично започаткував рід магнатів Збаразьких.

## Життєпис
Походив із впливового роду Несвізьких гербу Корибут. Син Федіра Несвізького, подільського і кременецького старости. Про дату народження Василя замало відомостей, був середнім сином. Ймовірно брав участь разом з батьком у боротьбі між Свидригайлом та Сигізмундом. Після смерті Федора Несвізького близько 1442 року разом із братом Юрієм розпочав боротьбу за повернення втрачених протягом 1436—1442 років батьком володінь.
У результаті зусиль, проте яких саме — достеменно невідомо, Василь та його брат Юрій до 1455 року повернули майже всі дідичні володіння. Водночас у 1440-х роках отримав від польського короля Владислава III пожиттєвий привілей на Збаразьку волость та містечко Городок у Луцькій волості. 
До початку 1460-х років Василь осів у Збаражі (напевне відбувся поділ майна з братом або той уже помер), і з цього часу став підписуватися як князь на Збаражі. Збаразькими стали називатися вже його нащадки. Помер у липні 1463 року, залишивши у спадщину 2 міста, 68,5 сіл, 1 дворище й 1 селище.
Місце поховання князя Василя достеменно невідомо: або у Збаражі, або за тодішньою традицією в Києво-Печерській лаврі.

## Родина
- Василь (?—1474)
- Семен (?—1481)
- Солтан (?—1472)